# Triacanthagyna dentata
Triacanthagyna dentata – gatunek ważki z rodziny żagnicowatych (Aeshnidae). Występuje na terenie Ameryki Południowej.